# Зеленград (Оброваць)
Зеленград (хорв. Zelengrad) — населений пункт у Хорватії, у Задарській жупанії у складі міста Оброваць.

## Населення
Населення за даними перепису 2011 року становило 77 осіб.
Динаміка чисельності населення поселення:

## Клімат
Середня річна температура становить 12,60 °C, середня максимальна – 26,11 °C, а середня мінімальна – -0,75 °C. Середня річна кількість опадів – 976 мм.
| Клімат поселення                              | Клімат поселення | Клімат поселення | Клімат поселення | Клімат поселення | Клімат поселення | Клімат поселення | Клімат поселення | Клімат поселення | Клімат поселення | Клімат поселення | Клімат поселення | Клімат поселення | Клімат поселення |
| Показник                                      | Січ.             | Лют.             | Бер.             | Квіт.            | Трав.            | Черв.            | Лип.             | Серп.            | Вер.             | Жовт.            | Лист.            | Груд.            |                  |
| Середній максимум, °C                         | 8,58             | 9,05             | 12,00            | 15,47            | 20,36            | 24,19            | 26,11            | 25,94            | 21,44            | 16,89            | 11,81            | 8,94             |                  |
| Середня температура, °C                       | 3,92             | 4,39             | 7,34             | 10,81            | 15,71            | 19,54            | 22,51            | 22,34            | 17,83            | 13,28            | 8,23             | 5,33             |                  |
| Середній мінімум, °C                          | −0,75            | −0,28            | 2,68             | 6,14             | 11,04            | 14,88            | 18,92            | 18,74            | 14,24            | 9,69             | 4,63             | 1,74             |                  |
| Норма опадів, мм                              | 78               | 74               | 76               | 82               | 72               | 68               | 43               | 58               | 98               | 106              | 121              | 100              |                  |
| Середньомісячна швидкість вітру, м/с          | 2.74             | 2.87             | 2.99             | 2.88             | 2.56             | 2.33             | 2.32             | 2.23             | 2.44             | 2.60             | 3.03             | 3.03             |                  |
| Середньомісячна сонячна радіація, кДж/м²·день | 5090             | 7742             | 11347            | 16000            | 19974            | 22233            | 24173            | 21073            | 15499            | 9988             | 5431             | 4314             |                  |
| --------------------------------------------- | ---------------- | ---------------- | ---------------- | ---------------- | ---------------- | ---------------- | ---------------- | ---------------- | ---------------- | ---------------- | ---------------- | ---------------- | ---------------- |
| Джерело:                                      |                  |                  |                  |                  |                  |                  |                  |                  |                  |                  |                  |                  |                  |